# Subcetate (Harghita)
Subcetate [subˈt͡ʃetate] (veraltet Cetate oder auch Varviz; ungarisch Gyergyóvárhegy, deutsch Burgberg) ist eine Gemeinde im Kreis Harghita, in der Region Siebenbürgen in Rumänien.
Der Ort Subcetate ist auch unter den ungarischen Bezeichnungen Ditróvárhegy, Várhegyalja, Várhegy und Várviz bekannt.

## Geographische Lage

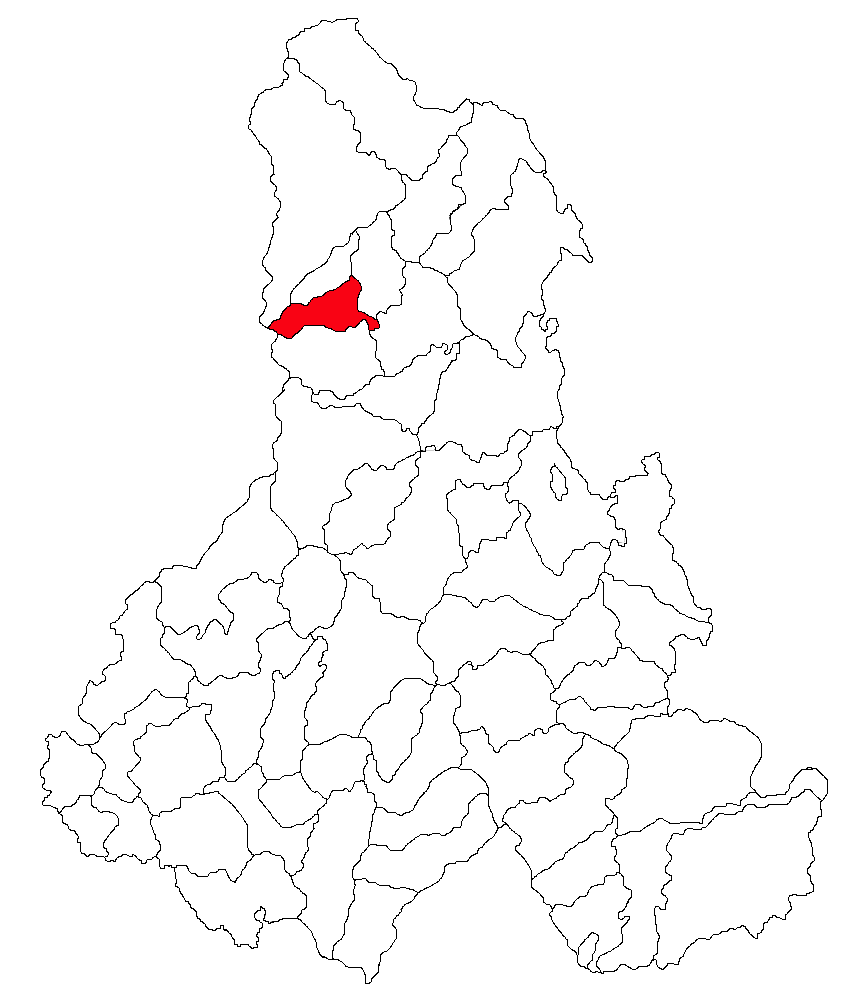
Lage der Gemeinde Subcetate im Kreis Harghita

Die Gemeinde Subcetate liegt im Osten Nordsiebenbürgens in den Ostausläufern des Gurghiu-Gebirges in der historischen Region Szeklerland. Im Norden des Kreises Harghita an der Mündung der Bäche Câlnaci und Musca in den Oberlauf der Mureș (Mieresch), der Kreisstraße  (drum județean) DJ 153D (3 km westlich des DN12) und der Bahnstrecke von Târgu Mureș nach Gheorgheni liegt der Ort Subcetate 13 Kilometer südlich der Kleinstadt Toplița (Töplitz). Die Kreishauptstadt Miercurea Ciuc (Szeklerburg) befindet sich etwa 85 Kilometer südöstlich von Subcetate entfernt.

## Geschichte
Der Ort Subcetate wurde nach unterschiedlichen Angaben, 1742 oder 1750 erstmals urkundlich erwähnt.
Archäologische Funde sind auf dem Gebiet der Gemeinde Subcetate nicht vermerkt.
Im Königreich Ungarn gehörte Subcetate dem Stuhlbezirk Gyergyószentmiklós in der Gespanschaft Csík (rumänisch Comitatul Ciuc), anschließend dem historischen Kreis Mureș und ab 1950 dem heutigen Kreis Harghita an.
Der Ort Subcetate war einst das rumänische Viertel von Ditrău (Dittersdorf). Im Gemeindezentrum selbst und in den eingemeindeten Dörfern ist kein Trinkwasser- und Abwassernetz und auch für den Hausmüll ist kein ausreichendes Endlager vorhanden. An das Stromnetz sind nur 86,5 % der Haushalte angeschlossen (Stand 2014).
Das kulturelle Leben das früher vielfältig war, hat in den letzten Jahren ziemlich nachgelassen.

## Bevölkerung
Die Bevölkerung der Gemeinde Subcetate entwickelte sich wie folgt:
| 1850 | 1.344 | 1.283 | 17  | -  | 44           |
| 1920 | 3.599 | 2.559 | 704 | 45 | 288          |
| 1956 | 2.587 | 2.474 | 109 | -  | 4            |
| 2002 | 2.105 | 1.960 | 100 | -  | 45           |
| 2011 | 1.832 | 1.671 | 80  | -  | 81           |
| 2021 | 1.684 | 1.538 | 50  | -  | 96 (26 Roma) |

Seit 1850 wurde in der heutigen Gemeinde Subcetate die höchste Einwohnerzahl und die der Rumänen, der Magyaren und der Rumäniendeutschen 1920 ermittelt. Die höchste Anzahl der Roma (64) wurde 2011 vermerkt.

## Sehenswürdigkeiten
- Der Viehstall der Fam. Vasile Cotfas, Anwesen Nr. 405, Anfang des 20. Jahrhunderts errichtet, steht nach Angaben des Verzeichnisses historischer Denkmäler des Ministeriums für Kultur und nationales Erbe (Ministerul Culturii și Patrimoniului Național), unter Denkmalschutz.[8]
- Im Gemeindezentrum die katholische-[9] und die orthodoxe Kirche[10] im gotischen Stil gebaut, hat ein Eingangstor im 18. Jahrhundert errichtet.[6]
- Subcetate ist auch Ausgangspunkt zum 1634 m hohen Gipfel Bătrâna im Gurghiu-Gebirge.